# François Armand
François Armand est un homme politique français né le 9 mai 1734 à Allanche (Cantal) et mort le 26 juin 1812 à Riom (Puy-de-Dôme).

## Biographie
Avocat à Aurillac en 1789, il est élu député du tiers état pour le bailliage de Saint-Flour. Il participe surtout aux discussions financières. Il est de nouveau élu député du Cantal au Conseil des Cinq-Cents le 22 vendémiaire an IV. Il est nommé juge au tribunal d'appel de Riom en 1800.